# Hidroavion
Hidroavion ili hidroplan vrsta je zrakoplova, s ugrađenim aerodinamički oblikovanim plovcima umjesto podvozja s kotačima. Avion za razliku od amfibije može isključivo sletjeti i uzletjeti s vodenih površina.

## Dizajn
Hidroavion je nastao zamjenom kotača podvozja predviđenih za slijetanje na pistu s plovcima. Mali hidroavioni su svojim jednostavnim dizajnom nadvisili u popularnosti leteće brodove, posebno nakon što su zrakoplovne vlasti odobrile korištenje jednomotornih aviona u komercijalne svrhe. Na leteći brod motor je morao biti ugrađen visoko iznad trupa dok je na hidroavionu mogao ostati u nosu zrakoplova kao i na avionu s kotačima. 
Postoje dvije osnovne izvedbe plovaka. Jedna od njih je jedinstveni plovak ugrađen ispod trupa zrakoplova kao jednog od najjačih dijelova konstrukcije. Ispod krila se u ovom slučaju nalaze i manji plovci za stabilizaciju pri vožnji na samoj vodenoj površini, što avionu daje poprečnu stabilnost. Prednost ove izvedbe je mogućnost slijetanja na nemirne vodene površine. U drugoj izvedbi podvozje se sastoji od dva plovka pričvršćena ispod korijena krila sa svake strane trupa. Kod ove izvedbe puno je lakši ulaz u avion kao i njegovo sidrenje. Za vojne inačice ispod trupa i krila bilo je dovoljno prostora za ovjes naoružanja.  

## Povijesni razvoj
Hidroavion se prvi put pojavio tijekom Prvog svjetskog rata, i ostao u rasprostranjenoj uporabi mornarice tijekom Drugog svjetskog rata. Većina većih ratnih brodova tog doba nosio je hidroavione (obično četiri) dok su se na krstaricama nalazili jedan do dva. Hidroavioni su se s brodova katapultirali te su nakon izvršenog zadatka (uništavanje neprijateljskih topova) slijetali na vodenu površinu i dizani dizalicama nazad na brod. Ostali hidroavioni prevoženi su na posebno uređenim brodovima (prvi nosači zrakoplova) te su korišteni za bombardiranje, promatranje, spašavanje a ponekad i kao lovci.
Između dva rata hidroavioni su se rijetko koristili za civilne namjene, korišteni su uglavnom u tada vrlo popularnim utrkama. Uglavnom su korišteni leteći brodovi koji su radi svoje veličine mogli ponijeti više korisnog tereta.

## Vanjske poveznice
- Hidroavion Hrvatska tehnička enciklopedija, portal hrvatske tehničke baštine. LZMK